# جيسي وايت
جيسي وايت (بالإنجليزية: Jesse White)‏ هو لاعب كرة قاعدة وسياسي أمريكي، ولد في 23 يونيو 1934 في ألتون في الولايات المتحدة. حزبياً، نشط في الحزب الديمقراطي. وقد انتخب عضو مجلس نواب إلينوي وانتخب Illinois Secretary of State ‏.